# Хэй, Джослин, 22-й граф Эррол
Джослин Виктор Хэй, 22-й граф Эррол (англ. Josslyn Hay, 22nd Earl of Erroll; 11 мая 1901 — 24 января 1941) — британский аристократ и пэр, известный нераскрытым делом, связанным с его убийством, и сенсацией, которую оно вызвало во время войны в Великобритании.

## Ранняя жизнь
Родился 11 мая 1901 году в Мейфэре, Лондон. Старший сын дипломата Виктора Хэя, лорда Килмарнока, будущего 21-го графа Эррола (1876—1928), и его жены Мэри Люси Виктории Маккензи (1875—1957), единственной дочери сэра Аллана Маккензи, 2-го баронета (1850—1906). В 1911 году он присутствовал на коронации Георга V и носил корону своего деда. Он поступил в Итонский колледж в 1914 году, но был исключен два года спустя.
Несмотря на то, что графы обладали одним из самых престижных титулов Шотландии, к этому времени у них не было богатства, и им приходилось развивать карьеру, чтобы зарабатывать себе на жизнь. В 1920 году Джослин Хэй был назначен почетным атташе в Берлине под руководством своего отца, который был ранее назначен временным поверенным в делах в Германии до приезда Эдгара Винсента, 1-го виконта д’Абернона . Его отец вскоре был назначен верховным комиссаром в Рейнской области, но Джослин остался в Берлине и служил под началом лорда д’Абернона до 1922 года.
После сдачи экзаменов в Министерстве иностранных дел Джослин Хэй должен был последовать за своим отцом в дипломатию, но вместо этого влюбился в леди Майру Идину Сэквилл (26 февраля 1893 — 5 ноября 1955), дочь Гилберта Сэквилла, 8-го графа де Ла Варра, разведённую жену политика Юэна Уоллеса и супругу Чарльза Гордона. Леди Идина вскоре развелась со своим мужем в 1923 году, и они с Джослином Хэем поженились 22 сентября 1923 года.

## Кения
После того, как они вызвали скандал в обществе из-за их брака — Идина была дважды разведена, во многих отношениях известна своей нетрадиционностью и была на восемь лет старше его, — Джослин Хэй и его жена переехали в Кению в 1924 году, финансируя переезд на средства Идины. Их домом было бунгало на склонах хребта Абердэр, которое они назвали Слэйнс, в честь бывшего фамильного поместья Хэев — замка Слэйнс, который был продан дедом Хэя, 20-м графом Эрролом, в 1916 году. Бунгало было расположено рядом с высокогорными фермами, которые в то время создавали другие белые кенийцы.
Группа «Счастливая долина» (Happy Valley set) представляла собой группу элитных колониальных эмигрантов, которые стали печально известны, среди прочего, употреблением наркотиков, пьянством, супружеской неверностью и распущенностью. Хэй вскоре стал частью этой группы и накопил долги. Хэй унаследовал титулы своего отца в 1928 году, а его жена развелась с ним в 1930 году, потому что он обманывал её в финансовом отношении. Затем Хэй женился на разведённой Эдит Мод («Молли») Рамзи-Хилл (умерла 13 октября 1939) 8 февраля 1930 года. Они жили в Осериане, доме в марокканском стиле на берегу озера Найваша, и его новая жена приобщилась к гедонистическому образу жизни Счастливой долины.
Во время визита в Англию в 1934 году лорд Эррол присоединился к Британскому союзу фашистов Освальда Мосли, а по возвращении в Кению год спустя стал президентом Конвенции ассоциаций. Он присутствовал на коронации Георга VI и Елизаветы в 1937 году и был избран в законодательный совет в качестве члена от Киамбу в 1939 году. В начале Второй мировой войны в том же году лорд Эррол стал капитаном Кенийского полка и занял пост военного секретаря по Восточной Африке в 1940 году.
13 октября 1939 года леди Эррол умерла. В 1940 году лорд Эррол познакомился в загородном клубе Мутайга, а впоследствии завел роман с Дианой, леди Бротон (1913—1987), женой сэра Джока Делвеса Бротона, 11-го баронета (1883—1942) и, в конечном счете, баронессой Деламер.

## Убийство
Делвес Бротон узнал об это и, проведя ночь с леди Бротон, лорд Эррол был найден застреленным в своем «Бьюике» на перекрестке дороги Найроби-Нгонг 24 января 1941 года. Сэр Джок Бротон был обвинен в убийстве, арестован 10 марта и предстал перед судом 26 мая. Свидетелей убийства не было; доказательства против него, представленные в суде, были слабыми; и его парикмахер также был старшим из присяжных. Сэр Джок Бротон был оправдан 1 июля. Год спустя он покончил с собой в Англии.
Лорд Эррол похоронен на кладбище англиканской церкви Святого Павла в Киамбу, Кения, рядом со своей второй женой Молли. Его графство и лордство Хэй перешли к его единственному ребёнку, Диане, от его первой жены, в то время как его баронство Килмарнок перешло к его брату Гилберту, который сменил фамилию на Бойд в 1941 году.

## Популярная культура
- Телевизионная драма Би-би-си «Счастливая долина», впервые показанная 6 сентября 1987 года, рассказала историю убийства Эрролла, увиденную глазами 15-летней Хуаниты Карберри, дочери Джона Карберри (10-й барон Карбери), которому Бротон признал свою вину ещё до того, как его арестовали[10].
- Этот инцидент вдохновил Джеймса Фокса на книгу-расследование 1982 года «Белое озорство», которая была экранизирована Майклом Рэдфордом. В одноимённом фильме 1988 года графа Эррола сыграл актёр Чарльз Дэнс.
- Этот случай был показан в документальном фильме «Высота, алкоголь и супружеская измена» режиссёра Ванни Оклеппо, который впервые был показан на канале BBC1 4 июня 1993 года.
- Инцидент также был адаптирован в эпизод сериала «Расследование Джулиана Феллоуза: Самое загадочное убийство» — «Дело графа Эррола» в 2005 году.
- Убийство Хэя и последующий суд над сэром Джоком Делвесом Бротоном, 11-м баронетом, упоминаются в романе Люсинды Райли «Сестра солнца».